# المضيق (وادي الصفراء)
المضيق مكان في وادي الصفراء في منطقة المدينة المنورة. يقع في جنوب بلدة المسيجيد غرب المدينة المنورة، ويبعد عنها قرابة 90 كم. تجتمع عنده أودية الجيء ورحقان والسدارة وتندفع إلى مضيق من الوادي بين جبلين (الجنوبي يسمى خلص، والشمالي يسمى المستعجلة)، فإذا اجتاز الماء ذلك المضيق سمي الوادي وادي الصفراء.